# Harpadontins
Els harpadontins (Harpadontinae) són una subfamília de peixos teleostis que pertany a la família Synodontidae.

## Gèneres
- Harpadon
- Saurida